# 村沢青子
村沢 青子（むらさわ あおこ、1967年 - ）は、TBSラジオ編成局制作センター所属のラジオプロデューサー。京都大学文学部卒業（専攻は日本史）。

## 来歴
京都大学文学部で日本史を専攻。当初は、大学院へ行くつもりだったが、女性向きの環境ではないという情報を得て、マスコミを受け、TBSテレビ入社。ドキュメンタリー番組制作を希望して「報道」枠で入社したが、「ラジオ番組」枠に配属された。彼女は、それまでラジオを聴いたことがなかった。
記者研究を経て、『森本毅郎・スタンバイ!』に配属。ここで、森本毅郎から、「リスナーは何を聴きたいのか」と考える癖と言葉の伝え方の工夫を学んだ。次いで、『荒川強啓 デイ・キャッチ!』の立ち上げに参加。1999年から『BATTLE TALK RADIO アクセス』に途中参加。『デイ・キャッチ!』のプロデューサーを経て、病の親の看病のために編成に移動し、同社初の介護休暇を取得。休暇明けに現場に戻ってきた村沢に「昼のワイド番組の制作」の命が下り、『アクセス』で知り合った小島慶子をパーソナリティにした『小島慶子 キラ☆キラ』を立ち上げた。現在、『ライムスター宇多丸のウィークエンド・シャッフル』を担当している。